# Лауэнбург, Альфред
Альфред Лауэнбург (нем. Alfred Lauenburg, 19 марта 1876 — 31 июля 1929) — немецкий конькобежец. Участник чемпионатов мира (1898) и Европы (1896) по конькобежному спорту. Семикратный чемпион Германии в многоборье. За свою спортивную карьеру установил три рекорда страны на дистанциях 1000 и 3000 метров.

## Личные рекорды
| дата           | дистанция    | рекорд  | город               |
| -------------- | ------------ | ------- | ------------------- |
| 6 февраля 1898 | 500 метров   | 49,6    | Давос               |
| 22 января 1905 | 1000 метров  | 1.48,2  | Гамбург             |
| 6 февраля 1910 | 1500 метров  | 2.47,2  | Гармиш-Партенкирхен |
| 26 января 1909 | 3000 метров  | 5.59,2  | Гамбург             |
| 6 февраля 1898 | 5000 метров  | 10.12,0 | Давос               |
| 7 февраля 1898 | 10000 метров | 21.18,6 | Давос               |

## Достижения
| турнир                            | дата                | город               | 500 м    | 1500 м      | 5000 м       | 10000 м     | место |
| --------------------------------- | ------------------- | ------------------- | -------- | ----------- | ------------ | ----------- | ----- |
| 4-й чемпионат Европы — многоборье | 29 января 1896      | Гамбург             | 56,6 (3) | 3.04,6 (4)  | 10.59,6 (2)  | НФ          | БМ    |
| 6-й чемпионат мира — многоборье   | 6 — 7 февраля 1898  | Давос               | 49,6 (5) | 2.53,4 (10) | 10.12,0 (10) | 21.18,6 (7) | (6)   |
| Чемпионат Германии — многоборье   | 13 — 14 января 1901 | Гамбург             | 52,4 (1) | 2.53,8 (1)  | 11.00,6 (3)  | -           | 1     |
| Чемпионат Германии — многоборье   | 8 — 9 февраля 1902  | Гамбург             | 53,4 (1) | 2.59,0 (1)  | 11.23,0 (1)  | -           | 1     |
| Чемпионат Германии — многоборье   | 17 — 18 января 1903 | Лейпциг             | 53,0 (1) | 2.54,6 (1)  | 11.08,0 (1)  | -           | 1     |
| Чемпионат Германии — многоборье   | 10 — 11 января 1904 | Брауншвейг          | 54,8 (1) | 2.55,0 (1)  | 10.42,0 (4)  | -           | 1     |
| Чемпионат Германии — многоборье   | 3 февраля 1907      | Гамбург             | 54,0 (1) | 2.55,4 (1)  | 11.14,4 (1)  | -           | 1     |
| Чемпионат Германии — многоборье   | 17 января 1909      | Гармиш-Партенкирхен | 53,8 (1) | 2.51,4 (1)  | 10.33,4 (1)  | -           | 1     |
| Чемпионат Германии — многоборье   | 6 февраля 1910      | Гармиш-Партенкирхен | 51,2 (1) | 2.47,2 (1)  | 10.56,4 (1)  | -           | 1     |

## Ссылка
- Сайт SkateResults.com, анг.
- Сайт Deutsche Eisschnelllauf-Gemeinschaft, нем.